# Laurin & Klement BS

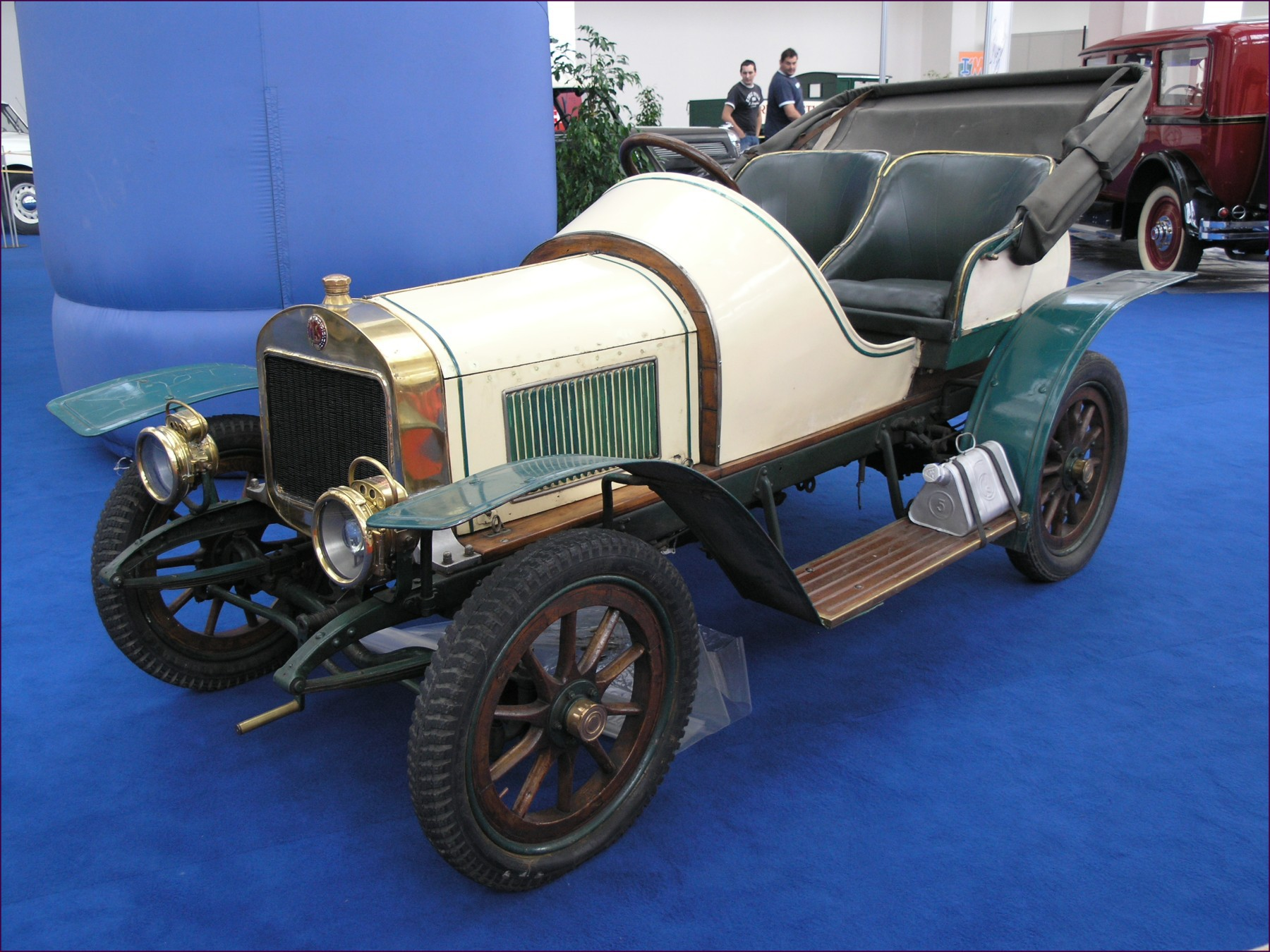
Laurin & Klement BS

Der Laurin & Klement BS mit der Bezeichnung 10 HP war ein wesentlich verbesserter Nachfolger des Laurin & Klement B. Der PKW kam 1908 als 2-sitzige Voiturette heraus.
Der wassergekühlte, seitengesteuerte Zweizylinder-Viertakt-Motor mit L-Kopf hatte einen Hubraum von 1399 cm³ und eine Leistung von 10 PS (7,4 kW). Er beschleunigte das 600–700 kg schwere Fahrzeug bis auf 40–50 km/h. Über das separate Getriebe und eine Kardanwelle wurde die Antriebskraft an die Hinterräder weitergeleitet. Der Rahmen des Wagens bestand aus genieteten Stahl-U-Profilen.

## Quelle
- Fahrzeughistorie von Skoda.de
- Legenden von Skoda.de